# Lezuza
Lezuza es un municipio español situado al sureste de la península ibérica, en la provincia de Albacete, dentro de la comunidad autónoma de Castilla-La Mancha. En 2020 tenía una población de 1332 habitantes, según los datos oficiales del INE. El municipio tiene una extensión de 359,92 kilómetros cuadrados.

## Geografía
Integrado en la comarca de Sierra de Alcaraz y Campo de Montiel, se sitúa a 50 kilómetros de Albacete. El término municipal está atravesado por la carretera N-430, entre los pK 464 y 477, además de por la carretera autonómica CM-313, que conecta con San Pedro, y por carreteras locales que conectan con El Bonillo, El Ballestero y Balazote. 
El relieve del municipio está definido por el altiplano característico del Campo de Montiel. La zona más llana está en el noreste del territorio, que continúa por el municipio de Barrax. La zona occidental y meridional es la más elevada e irregular. El río Lezuza discurre por el territorio de oeste a noreste. La altitud oscila entre los 1081 metros (cerro Huesa), al noroeste, y los 750 metros a orillas del río Lezuza, al noreste. El pueblo se alza a 920 metros sobre el nivel del mar. 
| Noroeste: Munera     | Norte: Munera y La Roda | Noreste: Barrax   |
| Oeste: El Bonillo    |                         | Este: La Herrera  |
| Suroeste: El Bonillo | Sur: Alcaraz (exclave)  | Sureste: Balazote |

### Clima
Las características climáticas de Lezuza son claramente de un clima mediterráneo continentalizado. Es decir, el régimen de precipitaciones es similar al del clima mediterráneo, con veranos muy secos y abundantes tormentas en primavera y otoño. A la vez, el registro de temperaturas es similar al de un clima continental, con veranos muy cálidos con temperaturas por encima de los 40 °C e inviernos muy fríos, con frecuentes heladas y precipitación en forma de nieve.

### Hidrografía
El municipio se encuentra en las inmediaciones del acuífero 24, que junto con el 23, forman uno de los mayores y más extensos depósitos de aguas subterráneas de España. El río Lezuza, que atraviesa el municipio de SO a NE, es un claro ejemplo de las características hidrológicas de la zona. El río forma una vega muy fértil, donde crece un frondoso bosque de galería, y hay terrenos dedicados al cultivo de hortalizas y frutales. En el río hacen afluencia varios arroyos de corto recorrido, así como diversas fuentes y manantiales que aportan su caudal al río.

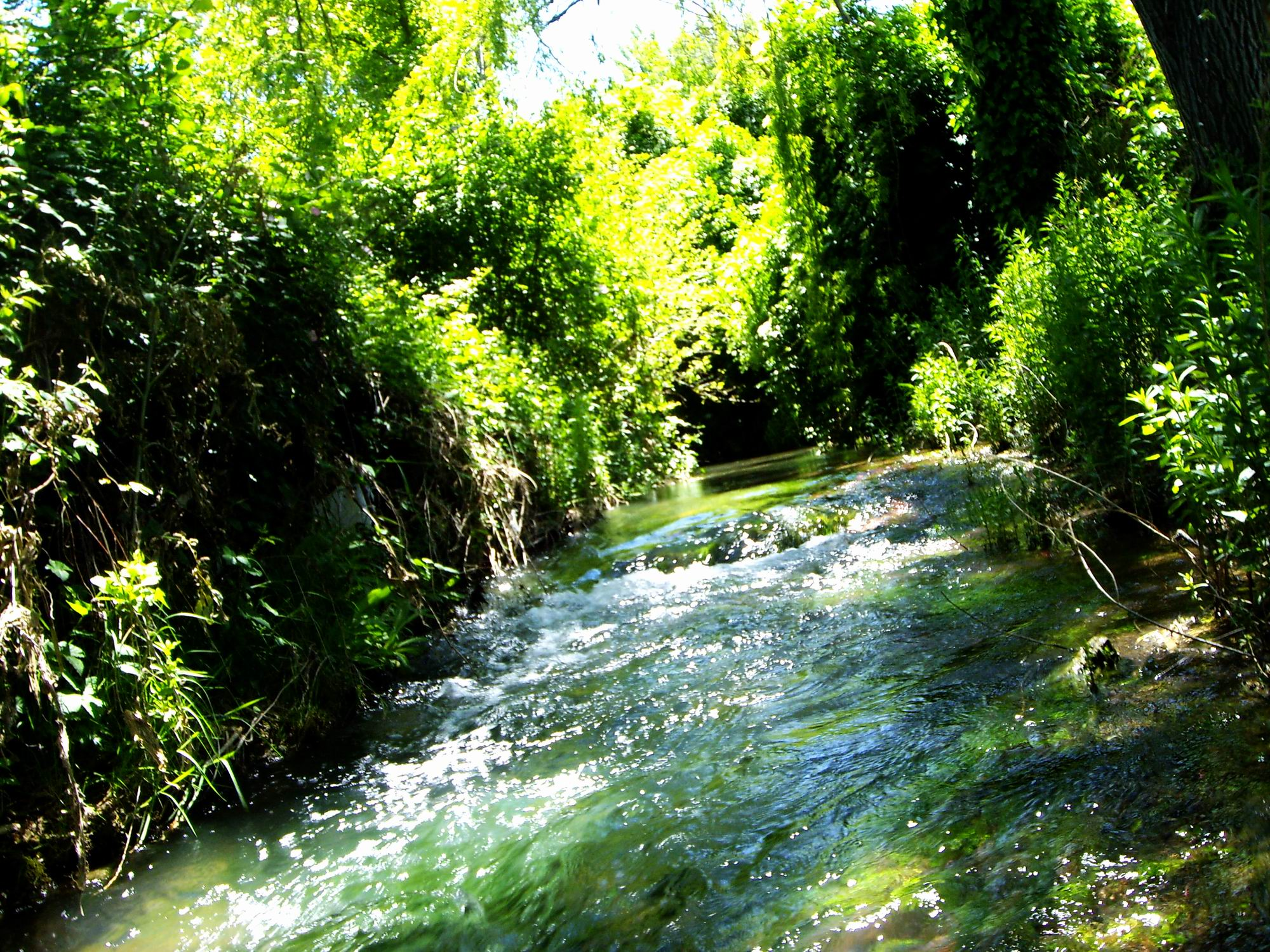
Río Lezuza junto a la vega

## Historia

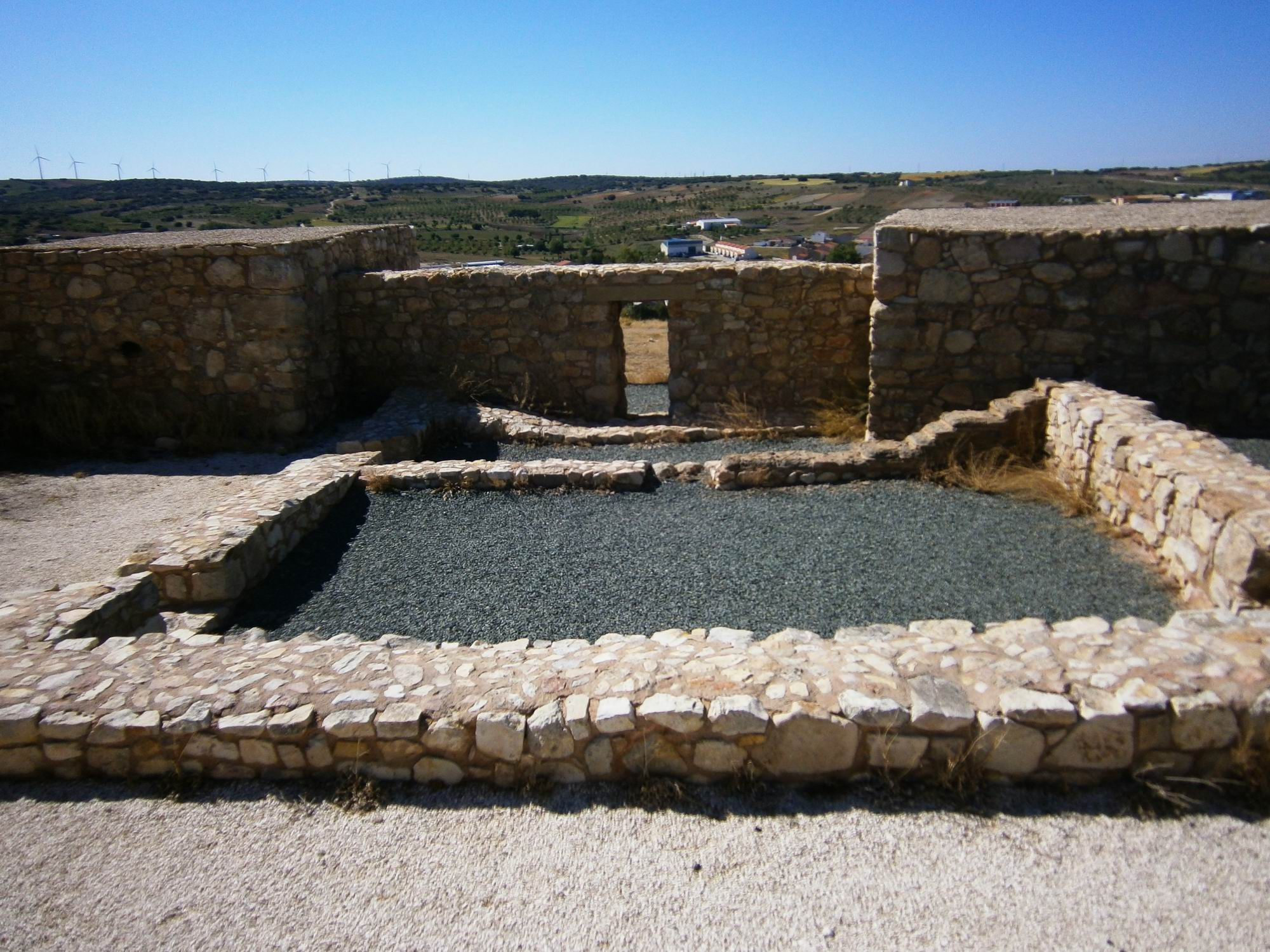
Un sector de la ciudad de Libisosa

Los orígenes de Lezuza se remontan al siglo V a. C. como así lo atestiguan los restos del poblado íbero-oretano situado sobre el cerro del castillo. 
En época romana se construye en la misma zona la colonia Libisosanorum Foroagustana, más conocida como Libisosa. Se trata de una importante colonia romana, que marcaba uno de los principales hitos en el camino de la Vía Augusta.
Ya en la era cristiana, la historia local considera que el apóstol San Pablo predicó en Libisosa en el 64 d. C., y que M en el año 253 los santos San Vicente y San Leto fueron hechos mártires en esta ciudad.
La invasión mahometana dura en esta zona alrededor de 500 años. Hacia el final de la ocupación, se construyó el castillo medieval en lo alto del cerro, del cual no se tiene certeza si es de origen berberisco o cristiano. En el contexto de la Reconquista, y tras la batalla de Las Navas de Tolosa, en el año 1213 el rey Alfonso VIII, con ayuda de órdenes militares como la de Santiago, Calatrava, Malta o los Templarios, proceden a librar varios combates en los que expulsan a los alhomades de Alcaraz y de toda su comarca circundante, que era la última plaza de la meseta dominada por los moriscos. De este modo, Lezuza queda así mismo liberada y pasa a formar parte de la jurisdicción de Alcaraz.

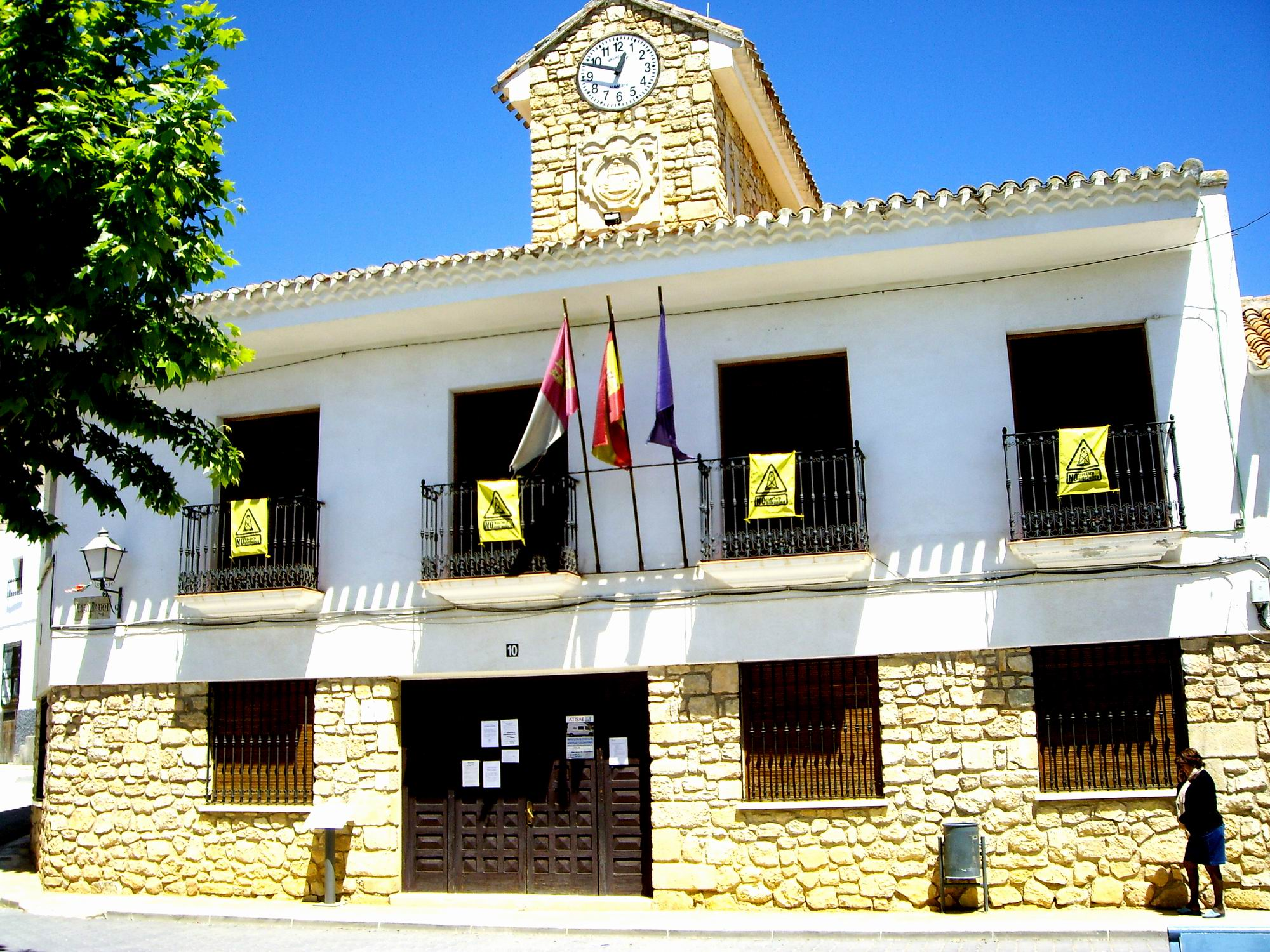
Ayuntamiento de Lezuza

En 1411, tras una severa epidemia de peste, la población abandona las construcciones del cerro y se trasladan definitivamente a orillas de la fértil vega del río Lezuza. Se otorga una Carta Puebla ese mismo año, con importantes ventajas fiscales, lo que permitió que la población aumentase de forma considerable.
En 1440, don Juan Pacheco, se anexiona Lezuza y otras poblaciones de Alcaraz, que pasan a ser dominio del marquesado de Villena. Este poder dura hasta 1475, en el que la reina Isabel la Católica ordena reintegrar Lezuza en el concejo de Alcaraz. 
En 1553, el emperador Carlos I concede a Lezuza el título de Villa, por lo que aquí comienza su historia como población independiente. De aquí en adelante, el castillo lezuceño cae en el más absoluto olvido, debido a que la pacificación interna de los territorios, le han hecho perder su sentido estratégico. En los próximos siglos vendrá desarrollándose la Lezuza actual, en el emplazamiento que tiene hoy en día.

## Geografía humana

### Demografía
Cuenta con una población de 1305 habitantes (INE 2024).
| Gráfica de evolución demográfica de Lezuza entre 1842 y 2021                                                          |
| |
| Población de derecho según los censos de población del INE. Población de hecho según los censos de población del INE. |

Además del núcleo principal de Lezuza, el municipio cuenta con las siguientes pedanías, que se encuentran todas ellas siguiendo el curso del río, en dirección este y norte (cifras población INE año 2015):
- Tiriez, 493 habitantes.
- La Yunquera, 69 habitantes.
- Vandelaras de Arriba, 10 habitantes.
- Vandelaras de Abajo, 3 habitantes.

### Economía
La actividad económica local está eminentemente relacionada con el sector primario. Las labores agrícolas destacan por encima del resto, encontrándose en el municipio grandes fincas dedicadas al cultivo del cereal (principalmente trigo y cebada) y de la vid. 
A nivel industrial, el sector agroalimentario también ocupa el principal campo de labor. Existen de este modo algunas industrias cárnicas dedicadas a la fabricación de embutidos, fábricas dedicadas a la producción de quesos manchegos y bodegas para la producción de vinos. Hay una de las principales industrias regionales de cestería y fabricación de todo tipo de productos de mimbre y otras industrias dedicadas a la extracción de piedra de sílice y elaboración de productos derivados.
En cuanto a los servicios, hay una estable red de comercios locales que proveen a la población de todo tipo de productos de primera necesidad, así como diversos locales de hostelería y restauración, que generan una oferta de ocio para el municipio.

### Comunicaciones
Lezuza se encuentra situada en una zona entre 2 carreteras nacionales en forma de V que confluyen en Albacete:
- N-430 por el norte.
- N-322 por el sur.

Las principales conexiones que tiene el núcleo urbano son otras vías, ya de categoría regional:
- CM-313, que enlaza Lezuza con Munera y Hellín.
- CM-3152, enlaza Lezuza con El Bonillo.
- CM-3251, enlaza Lezuza con Balazote.

## Cultura

### Patrimonio

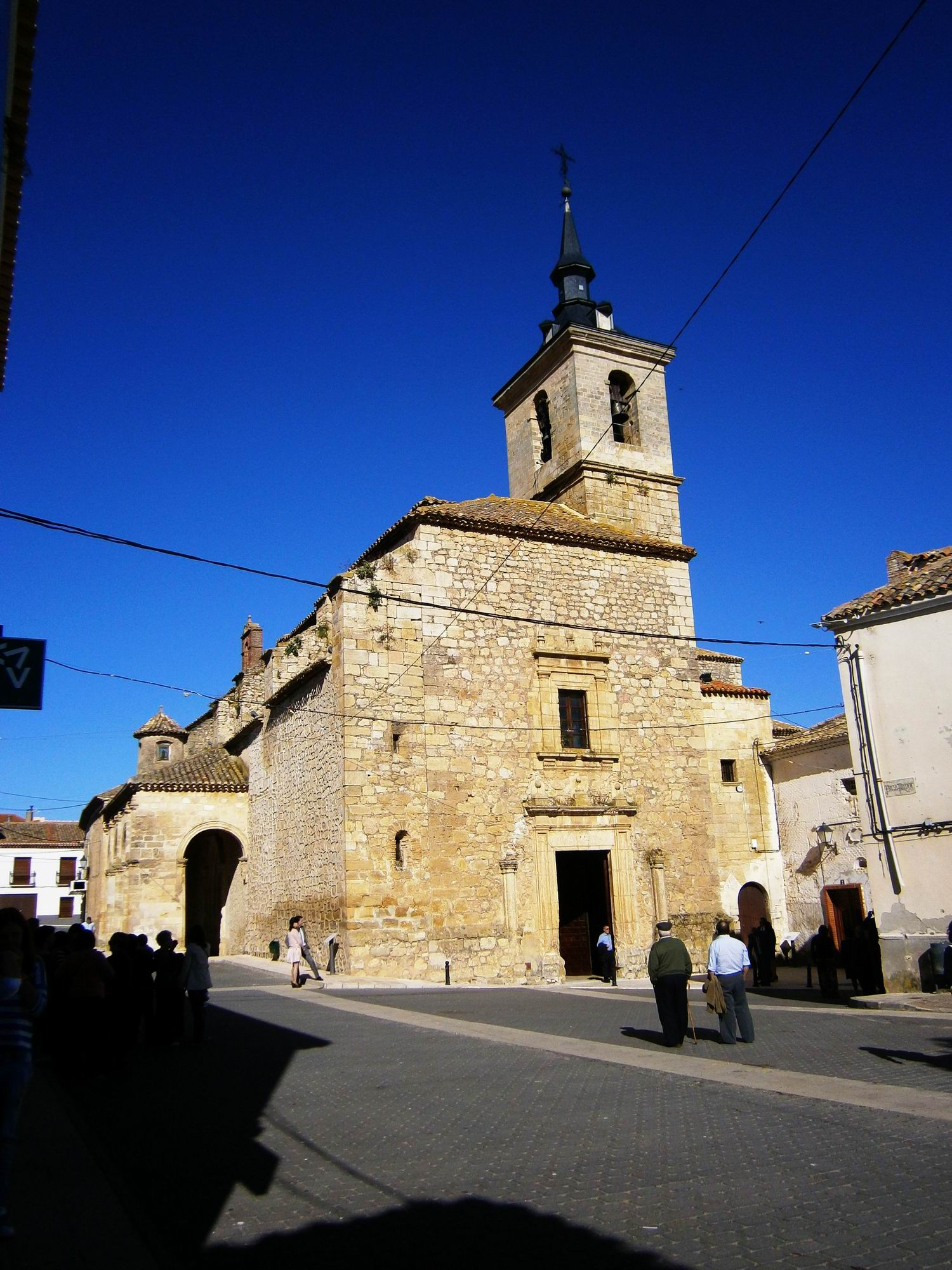
Iglesia de la Asunción

- Iglesia de Nuestra Señora de la Asunción.
- Ermita de la Virgen de la Cruz.
- Casa de la Tercia.
- Pedestal del emperador Marco Aurelio.

### Fiestas

#### Fiestas patronales
Se celebran del 1 al 4 de mayo, en honor de la patrona local, la Virgen de la Cruz. El día 2 de mayo tiene lugar el descenso de la Virgen, desde su ermita, de vuelta hasta la iglesia. El mismo día tiene lugar la actuación de Los Danzantes, en la que 12 personas realizan una serie de danzas populares, en una tradición de procedencia medieval.

#### Romería de la Virgen de la Cruz
Se celebra el sábado más próximo al 25 de marzo. Tiene lugar una romería desde la iglesia de la Asunción hasta la ermita de la Virgen de la Cruz.

#### Fiestas de agosto
Se celebran en verano, los días 14 y 15 de agosto.

#### Carnaval
El carnaval consta principalmente de 3 actos: el miércol, el cenizo y el entierro de la sardina. Durante esta fiesta se realizan bailes y pasacalles, en los que las distintas comparsas desfilan luciendo sus vestimentas.

#### Fiestas en Tiriez
- Las fiestas patronales de Tiriez se celebran el primer fin de semana de octubre, en honor de la Virgen del Rosario.
- El 22 de mayo se celebra la festividad de Santa Rita.

#### Fiestas de La Yunquera
Se celebran el último fin de semana de mayo, en honor a la Virgen de la Granada.

#### Fiestas de Vandelaras de Arriba
Se celebran el 15 de mayo, en honor a San Isidro Labrador.

### Gastronomía
La cocina lezuceña hace gala de los más típicos platos culinarios de la gastronomía manchega y albaceteña, en los que son muy comunes los guisos con conejo y liebre, y los productos derivados del cerdo, como embutidos y carnes. Entre los platos que cabe destacar hay algunos como los siguientes:
- Gazpachos manchegos
- Pisto manchego
- Ajo mataero
- Atascaburras
- Migas ruleras
- Cuerva